# Degeneracionisme
La teoria de la degeneració o degeneracionisme apareix al segle XIX, primer formulada per Bénédict Augustin Morel l'any 1857, a continuació revisada i exposada pels seus deixebles Magnan i Legrain, pioners del darwinisme social. Segons aquesta teoria, l'origen de les malalties mentals és hereditària, transmetent-se les "tares" d'una generació a l'altra, sovint amb un agreujament, àdhuc ocasionant el risc d'acabar amb un llinatge.
Primer aplicada a la bogeria i a l'alcoholisme, aquesta teoria s'estén a molts dominis: les malalties venéries, diverses patologies (raquitisme, tuberculosi, toxicomanies, càncer…) degudes a individus vulnerables que transmeten aquestes tares, i fins i tot la criminalitat, considerada com un atavisme hereditari a les obres del criminologista italià Cesare Lombroso.
La idea de degeneració va a impregnar les concepcions mèdiques i higienistes. Així, la majoria de les patologies lligades a les condicions socials d'existència (molèsties industrials, pobresa, males condicions d'allotjament i d'alimentació, defecte d'educació moral) serien susceptibles de transmetre's héreditariament, posant en perill la família, la societat i la nació, en degenerar la "raça" per causes endògenes, com ara la barreja de classes, o exògenes, com la barreja de races.
Aquesta teorització es fusiona amb la de la decadència social assimilada a una degeneració dels valors, i en resulta el naixement d'ideologies eugenistes i racistes. El plantejament de l'ocàs de la civilització es difon als entorns intel·lectuals, artístics i literaris, participant en un sentiment de decadència dit esperit fi de segle. La saga Les Rougon-Macquart de l'Émile Zola per exemple, s'hi inspira directament descrivint les plagues de la classe obrera aixafada per la industrialització naixent, les noves condicions de vida i de treball insalubres, i aquestes tesis són particularment desenvolupades a l'última novel·la de la saga : El Doctor Pascal, 20è i últim volum dels Rougon-Macquart, aparegut l'any 1893.
El degeneracionisme domina les doctrines mèdiques de la psiquiatria fins als anys 1930. Encara que desacreditada científicament, persisteix, disfressat, en discursos posteriors de tipus eugenista i racista.

## Etimologia
A l'antiguitat romana, el verb degenerare, manllevat al domini de l'agricultura, és freqüentment utilitzat al camp de la moral i de l'afiliació. No és llavors utilitzat per descriure una deformitat física, però assenyala exclusivament una separació de caràcter o de conducta, és a dir al seu sentit literal «perdre les qualitats del seu llinatge »
A finals del segle XVIII, a Europa la degeneració pren un sentit mèdic precís, específic de la naixent anatomia patològica. Es considera una transformació patològica, o una producció accidental d'un teixit o d'una estructura anatòmica, per tant d'una estructura física respecte a l'anatomia normal (Morgagni, Laennec.)
Els naturalistes, com Bufó o Lamarck, comencen a emprar aquest terme com un sinònim de degradació per definir una « desviació natural de l'espècie ».

## Context
En el transcurs del  XIX, França, com d'altres estats en via d'industrialització, es dota d'un sistema d'estadístiques. Aquestes indiquen un creixement demogràfic i urbana ràpida, considerada com alarmant al començament del segle, i que suscita de noves reflexions com el malthusianisme.
Després de 1850, la taxa de natalitat a França comença a declinar, i l'alarma s'inverteix per temor d'una decadència per despoblació. Els signes d'ocàs es materialitzen a les estadístiques militars on es comprova, a més del descens del nombre de les reclutes, la minva de la "qualitat", atès que a algunes regions franceses la taxa de refús (ineptitud al servei militar) pot arribar a més de 60 %. Així mateix a les urbs, com a París, atesa la millor salut i forma física, els empresaris prefereixen contractar immigrats rurals per a les seves noves fàbriques, més que no parisencs.
A la Gran Bretanya apareix un fenomen paral·lel, i s'addueix que la baixa qualitat dels reclutes és la causa de les derrotes militars.

## Teoria inicial de Morel
Els diversos enfocaments previs sobre el tema mèdic de la degeneració als dominis del herència i de l'anatomia patològica, com ara d'en Jacques-Joseph Moreau de Tours, d'en Prosper Lucas (1847), o d'en Vandeven (1850), són sintetitzades per Bénédict Augustin Morel (1809-1873). El 1857 al seu Traité des dégénérescences physiques, intellectuelles et morales de l'espèce humaine, seguit el 1860 pel seu Traité des maladies mentales, en Morel presenta una teoria general de la degeneració que vol explicar la bogeria i totes les malalties mentals. Adaptada al marc medico-social de l'època, és exitosa al llarg de gairebé mig segle.
Per un altre costat, cal indicar que en Morel és catòlic, i creu en dos principis metafísics: 
- l'ànima i el cos estan lligats de manera consubstancial, les causes morals i físiques es duen a terme en un mateix lloc d'acció: el sistema nerviós.
- l'home va ser creat perfecte per Déu, i les transformacions experimentades des de l'origen estan vinculats a influències terrestres.

Segons Morel, la causa primera de la degeneració és el pecat original, però el punt força de la seva teoria i que interessa els seus contemporanis, és l'enllaç entre desordre cerebral i transmissió hereditària evolucionant sobre diverses generacions. Per adonar-ne, es recolza sobre el transformisme de Lamarck ,, però interpretat de manera pessimista (transformisme de degradació).

## Teoria revisada per en Magnan
Des de 1860, la teoria de Morel és àmpliament adoptada i comentada L'any 1887, Valentin Magnan publica les seves Considérations générales sur la folie des héréditaires ou dégénérés on es revisava la teoria, i el 1895 va exposar metòdicament la revisió juntament amb el seu deixeble Maurice Legrain a Les dégénérés, état mental et syndromes épisodiques.

L'any 1895, la degeneració és així definida per Magnan:
"La degeneració és l'estat patològic de l'ésser que, en comparació amb els seus generadors més immediats, està constitucionalment afeblit en la seva resistència psicofísica i només realitza de manera incompleta les condicions biològiques de la lluita hereditària per la vida. Aquesta reducció, que dona lloc a estigmes permanents, és essencialment progressiva, llevat de la regeneració intercurrent; quan aquesta manca, porta més o menys ràpidament a l'aniquilació de l'espècie".

## Plagues socials
A l'Itàlia, el 1876, en Cesare Lombroso (1835-1909) proposa la seva teoria del «criminal de naixement» a L'home criminal, seguit de La dona criminal i la prostituta (1896). Lombroso com Magnan, relaciona també el geni amb la bogeria, fent del geni un «degenerat superior» a L'home d'enginy (1877). Per contra, en Ferré s'oposa a Lombroso en ell reprotxant la distinció de suposats criminals de naixement sense tenir en compte la neurosi i la imbecil·litat moral.

## Persistències
Els termes de «degeneració» i «degenerat» desapareixen a poc a poc del vocabulari mèdic en relació amb la patologia mental. Però, tanmateix, la teoria subsisteix parcialment fins a la segona guerra mundial, inspirant l'eugenisme, i de forma especial l'eugenisme als Estats Units d'Amèrica (lleis sobre el casament i la immigració) o els eugenismes nazi i feixista.
Als països anglosaxons, per la influència del darwinisme social, la eugenèsia és plantejada de forma negativa (restriccions, esterilitzacions, eutanàsia...), i s'orienta vers la tria de la «qualitat de població» oposada a la «quantitat».
Segons W. Schneider, a França la teoria inspira primer un eugénisme positiu: la millora de la generació actual entrena aquella de les generacions futures, idea que atribueixi a la influència del néo-lamarckisme. Les polítiques de salut pública a França s'orienten doncs a la vegada cap a la qualitat i la quantitat (política nataliste per temor de la despoblació). Als anys 1930, sota la influència de les legislacions americanes i alemanyes, el eugenisme negatiu entra en el debat francès.

A Espanya, a cavall del regeneracionisme, el feixisme adoptà el degeneracionisme per explicar la decadència de l'imperi espanyol després de la pèrdua de les darreres colònies. I com a l'Alemanya nazi, a Espanya també hi hagué un estol de científics eugenistes bastint els carreus intel·lectuals d’un racisme que esclatà al voltant de la Guerra Civil, on el règim colpista del general Franco desplegà una política genocida de caràcter cultural i biològic, a més d'una mirada classista, diversos científics, en especial psiquiatres com el Vallejo-Nàgera de forma destacada, teoritzaren sobre les causes i remeis a la degeneració. A les portes i durant la guerra civil es teoritza que els individus racialment degenerats eren propensos a contraure el separatisme (s'anomenava separatisme al catalanisme) i el comunisme. Així, gràcies als símptomes, era fàcil discernir els individus a eliminar durant una guerra allargada interessadament, i la inacabable postguerra. En aquest sentit, el portaveu rebel Gonzalo de Aguilera, el 1937 afirmà a un periodista:
“Ahora espero que usted comprenda qué es lo que entendemos por la regeneración de España… Nuestro programa consiste en exterminar un tercio de la población masculina española…”
I també es pot esmentar una entrevista en un diari italià on Franco descriu que la guerra tenia com a objectiu
«salvar a la Patria que se hundía en el mar de la disociación y de la degeneración racial»